# Calyptranthes pteropoda
Calyptranthes pteropoda är en myrtenväxtart som beskrevs av Otto Karl Berg. Calyptranthes pteropoda ingår i släktet Calyptranthes och familjen myrtenväxter. Inga underarter finns listade i Catalogue of Life.